# Cellule de prison
Pour les articles homonymes, voir cellule.

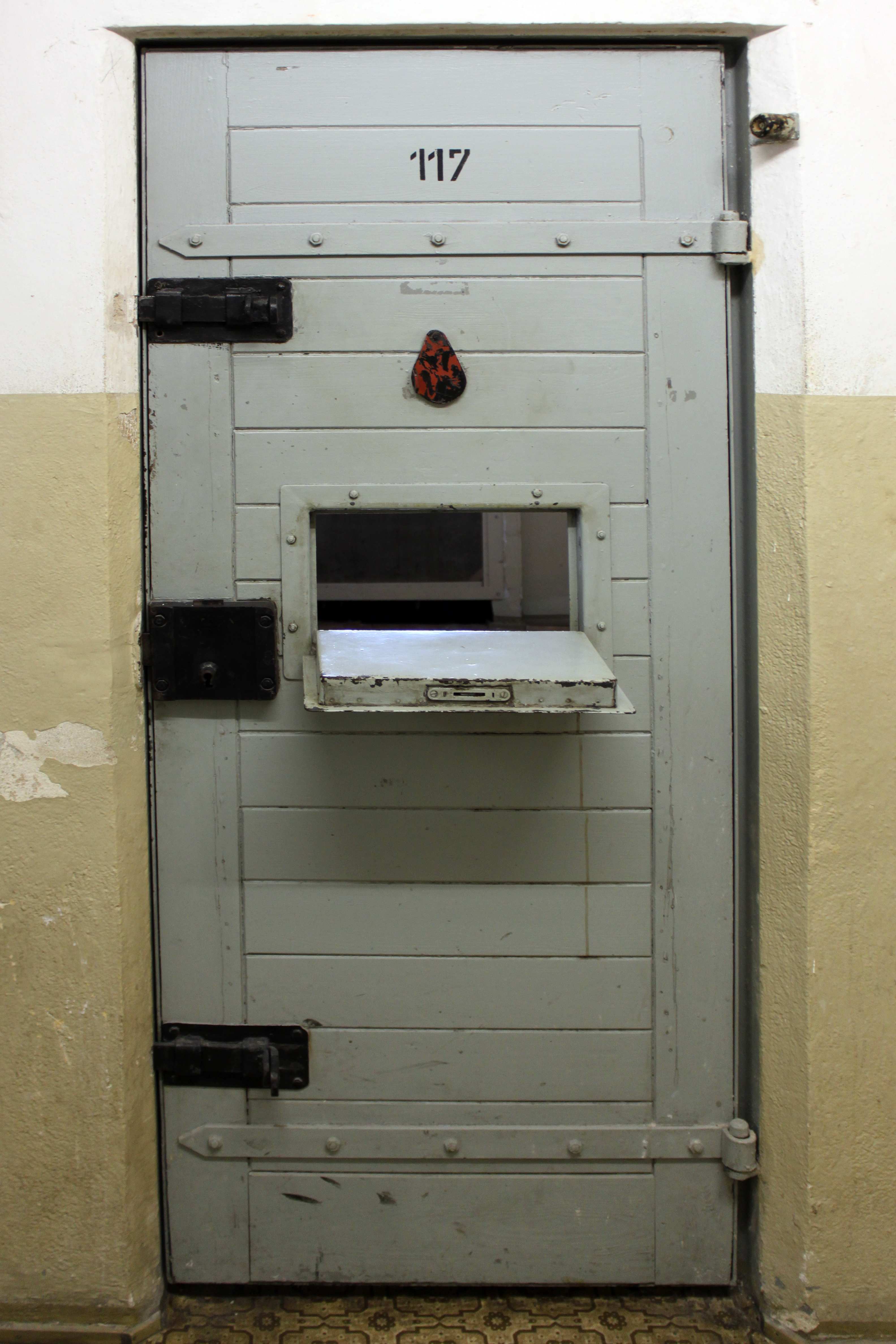
Mémorial de Berlin-Hohenschönhausen - Détention du ministère de la Sécurité d'État - porte de la cellule 117

Une cellule de prison est dans une prison la chambre où dorment et où sont enfermés, un ou plusieurs détenus.

## Origine du terme
La cellule désigne originairement, la petite chambre d'un religieux ou d'une religieuse. Ce n'est qu'à partir du XIXe siècle qu'une cellule désigne également la petite chambre dans les prisons modernes, où l'on renferme les condamnés pour les isoler les uns des autres.
La cellule succède aux dortoirs communs qui étaient jusque-là la norme dans les prisons.

## Les prémices

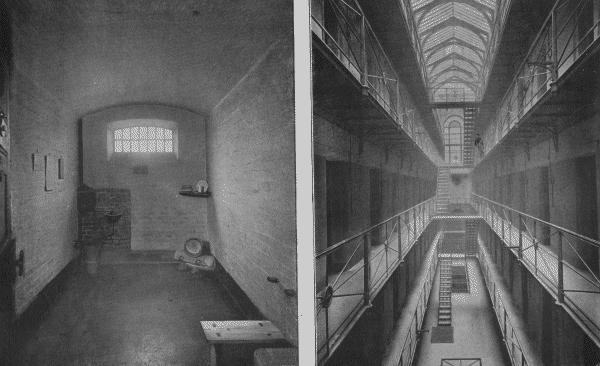
Une cellule et les galeries à la prison de Newgate, Londres, en 1896

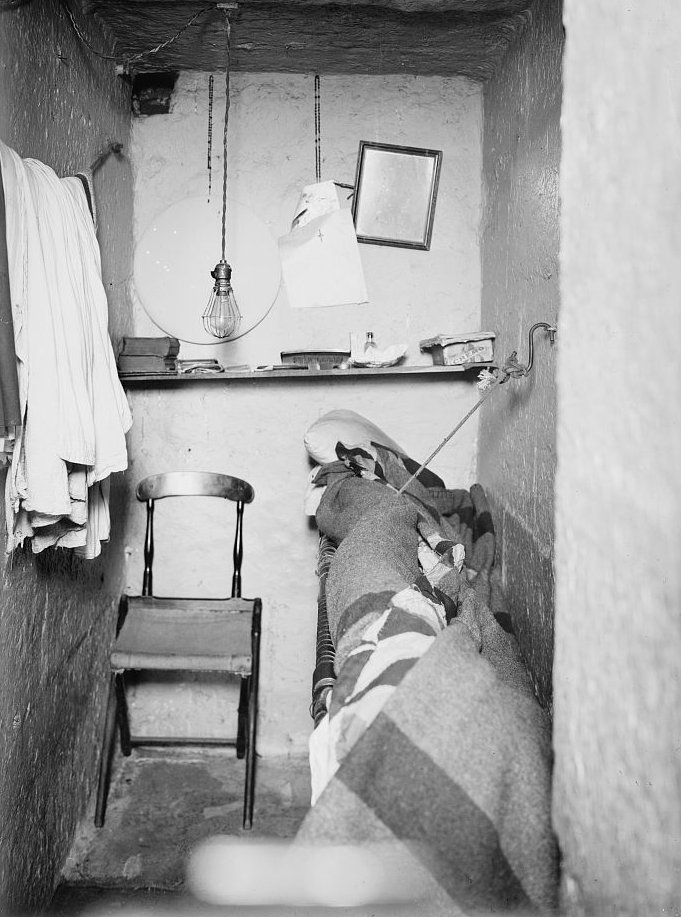
Ancienne cellule de la prison de Sing Sing, États-Unis, date inconnue

Trois systèmes d'emprisonnement ont subi aux États-Unis, au XIXe siècle, une application plus ou moins complète. Le premier fut appelé solitary confinement, le second régime d'Auburn, le troisième système de Philadelphie. Dans le régime auburnien (Auburn system, aussi connu comme le système de New York) les personnes travaillent pendant la journée en groupes et sont maintenus dans l'isolement (solitary confinement) pendant la nuit. Le silence est appliqué en tout temps. Le système d'Auburn met fin au solitary confinement dans lesquels les prisonniers sont maintenus dans l'isolement complet toute la journée. Ce dernier système conduit à la mort de plusieurs prisonniers : « cette solitude absolue quand rien ne le distrait ni ne l'interrompt est au-dessus des forces de l'homme elle consume le criminel sans relâche et sans pitié, elle ne réforme pas elle tue ».